# Grumăzeşti
Grumăzeşti é uma comuna romena localizada no distrito de Neamţ, na região de Moldávia. A comuna possui uma área de 39.76 km² e sua população era de 5496 habitantes segundo o censo de 2007.